# Quatis (ort)
Quatis är en ort i Brasilien.   Den ligger i kommunen Quatis och delstaten Rio de Janeiro, i den sydöstra delen av landet, 800 km sydost om huvudstaden Brasília. Quatis ligger 403 meter över havet och antalet invånare är 10 289.
Terrängen runt Quatis är kuperad åt nordost, men åt sydväst är den platt. Quatis ligger nere i en dal. Runt Quatis är det ganska tätbefolkat, med 179 invånare per kvadratkilometer.. Närmaste större samhälle är Barra Mansa, 17,6 km sydost om Quatis.
Omgivningarna runt Quatis är huvudsakligen savann.